# Paranchus
Paranchus is een geslacht van kevers uit de familie van de loopkevers (Carabidae). De wetenschappelijke naam van het geslacht is voor het eerst geldig gepubliceerd in 1974 door Lindroth.

## Soorten
Het geslacht Paranchus omvat de volgende soorten:
- Paranchus albipes (Fabricius, 1796)
- Paranchus debilis (Wollaston, 1864)
- Paranchus euthemon (Andrewes, 1931)
- Paranchus nichollsii (Wollaston, 1864)